# Salou Challenger
Il Salou Challenger è stato un torneo professionistico di tennis giocato su campi in terra rossa. Faceva parte dell'ATP Challenger Series. Si giocava annualmente a Salou in Spagna.

## Albo d'oro

### Singolare
| Anno | Campione          | Finalista        | Punteggio |
| ---- | ----------------- | ---------------- | --------- |
| 1988 | Mark Koevermans   | Sergio Cortés    | 6–0, 6–2  |
| 1989 | Tomás Carbonell   | Nicklas Utgren   | 6–2, 6–4  |
| 1990 | Marcelo Filippini | Jimmy Arias      | 6–3, 6–1  |
| 1991 | Leonardo Lavalle  | Federico Sánchez | 7–5, 6–4  |

### Doppio
| Anno | Campioni                               | Finalisti                     | Punteggio     |
| ---- | -------------------------------------- | ----------------------------- | ------------- |
| 1988 | Marcelo Hennemann Jean-Marc Piacentile | Scott Patridge Otis Smith     | 6–4, 6–1      |
| 1989 | Conny Falk Robbie Weiss                | Per Henricsson Nicklas Utgren | 5–7, 7–6, 6–4 |
| 1990 | Neil Borwick David Lewis               | Jimmy Arias Steve DeVries     | 6–3, 5–7, 6–3 |
| 1991 | Murphy Jensen Francisco Montana        | Wayne Arthurs Carl Limberger  | 5–7, 6–2, 7–5 |